# Allocosa georgicola
Allocosa georgicola är en spindelart som först beskrevs av Charles Athanase Walckenaer 1837.  Allocosa georgicola ingår i släktet Allocosa och familjen vargspindlar. Inga underarter finns listade i Catalogue of Life.